# Oued L'Bour
Oued L'Bour (en àrab واد البور, Wād al-Būr; en amazic ⵡⴰⴷ ⵍⴱⵓⵔ) és una comuna rural de la província de Chichaoua, a la regió de Marràqueix-Safi, al Marroc. Segons el cens de 2014 tenia una població total de 5.944 persones.